# Вигодський район
Ви́годський район — колишній район у складі Станіславської області УРСР. Центром району було селище Вигода.

## Адміністративний устрій
17 січня 1940 року Долинський повіт було розділено на чотири райони — Болехівський, Вигодський, Долинський і Рожнятівський райони. До Вигодського району відійшли села ґмін Вигода, Велдіж і Людвиківка.
Першим секретарем райкому компартії призначений Машкін А. І. (до того — третій секретар Амур-Нижньодніпровського райкому КП(б)У Дніпропетровської області).
У роки ІІ світової війни територія району була окупована німцями і увійшла до староства (крайсгауптманшафту) Станіслав. В липні 1944 року Радянські війська знову захопили територію району і був відновлений Вигодський район з усіма установами.
Станом на 1 вересня 1946 року площа району становила 700 км², кількість сільських рад — 13.
На 22.01.1955 в районі залишилось 8 сільрад.
Указом Президії Верховної Ради УРСР 6 червня 1957 р. Вигодський район ліквідовано, а його територію передано до Долинського.

## Діяльність ОУН і УПА
На території району діяла районна організація ОУН, очолювана районним проводом ОУН, який підпорядковувався Долинському повітовому (з листопада 1944 р. — надрайонному) проводу ОУН.
За даними облуправління МГБ у 1949 р. у Вигодському районі підпілля ОУН найактивнішим було в селі Старий Мізунь.

## Адміністративний поділ станом на 1 вересня 1946 року[6]
- Вигодська селищна рада
  - селище Вигода
- Вишківська сільська рада
  - село Вишків
- Княжолуківська сільська рада
  - село Княжолука
- Кропивниківська сільська рада
  - село Кропивники
- Лолинська сільська рада
  - село Лолин
  - хутір Ангелівка
- Максимівська сільська рада
  - село Максимівка
- Новоселицька сільська рада
  - село Новоселиця
- Новошинська сільська рада
  - село Новошин
  - хутір Тарасівка
- Пациківська сільська рада
  - село Пациків
- Підлісківська сільська рада
  - село Підліски
- Пшеничниківська сільська рада
  - село Пшеничники
  - хутір Новий Мізунь
- Семичівська сільська рада
  - село Семичів
- Старомізунська сільська рада
  - село Старий Мізунь
- Шевченківська сільська рада
  - село Шевченкове
  - хутір Мислівка